# Anoplophora beryllina
Anoplophora beryllina là một loài bọ cánh cứng trong họ Cerambycidae.